# محصر بيتا
محصر البيتا أو محصر مستقبل بيتا أو حاصرات المستقبل بيتا الودي (بالإنجليزية: β-Blockers)‏ تشكل مجموعة واسعة من المركبات الكيميائية القادرة على الارتباط مع مستقبل بيتا ومنعه من إطلاق استجابته الحيوية. لذلك تشكل هذه المضادات فئة من الأدوية تستخدم لمعالجة حالات شتى من الأمراض القلبية الوعائية.
مثل علاج خناق الصدر، اللانظيمات القلبية، احتشاء العضلة القلبية وتفيد في العلاج الوقائي للشقيقة.
هناك ثلاثة أنواع معروفة من مستقبلات بيتا وهي بيتا1، بيتا2، بيتا3. مستقبلات هرمون التوتر بيتا1 موجودة بشكل أساسي في القلب والكلى. مستقبلات هرمون التوتر بيتا2 موجودة بشكل أساسي في الرئتين، الجهاز الهضمي، الكبد، الرحم، العضلات الملساء الوعائية والعضلات الهيكلية. مستقبلات هرمون التوتر بيتا3 موجودة في الخلايا الدهنية.

## الاستخدامات الطبية
يستخدم وحده أو مع أدوية أخرى في الحالات التالية:
- تسرع القلب
- فرط ضغط الدم
- ذبحة صدرية
- رجفان أذيني
- اضطراب النظم القلبية
- قصور القلب
- الزرق أو ارتفاع ضعط العين
- فرط الدرقية
- ورم القواتم
- احتشاء عضل القلب
- انسدال الصمام التاجي
- الوقاية من الصداع النصفي
- تسلخ الأبهر
- يستخدم أحيانا في بعض الأمراض العصبية والنفسية
- فرط التعرق
- فرط ضغط الدم في وريد الباب
- متلازمة مارفان
- اعتلال عضلة القلب

### قصور القلب الاحتقاني
رغم أن حاصرات بيتا كانت ذات يوم مضاد استطباب في حالة قصور القلب الاحتقاني، إذ إنها قد تفاقم الحالة بسبب تأثيرها الذي يؤدي إلى إنقاص قلوصية العضلة القلبية، فقد أظهرت الدراسات في أواخر تسعينيات القرن العشرين فعاليتها في الحد من معدل الإصابات والوفيات. وُصفت أدوية البيزوبرولول، والكارفيديلول، والميتوبرولول مستدام التحرر على وجه التحديد مساعداتٍ لمثبطات الإنزيم المحول للأنجيوتنسين المعياري وللعلاج المدر للبول في قصور القلب الاحتقاني، مع أن الجرعات تكون عادةً أقل بكثير من تلك الموصوفة في الحالات أخرى. تُوصف حاصرات بيتا فقط في حالات قصور القلب الاحتقاني المعاوض والمستقر؛ في حالات قصور القلب الحاد غير المعاوض، ستسبب حاصرات بيتا انخفاضًا إضافيًا في الكسر القذفي، ما يؤدي إلى تفاقم الأعراض الحالية للمريض.
تُعرف حاصرات بيتا بشكل أساسي بتأثيرها المخفّض لمعدل ضربات القلب، مع أن آلية العمل هذه ليست الآلية المهمة الوحيدة في قصور القلب الاحتقاني. بالإضافة إلى نشاطها الحال الودي لمستقبلات بيتا1 في القلب، تؤثر حاصرات بيتا، في نظام الرينين-أنجيوتنسين في الكليتين. تسبب حاصرات بيتا انخفاضًا في إفراز الرينين، الذي يقلل بدوره من حاجة القلب إلى الأكسجين عن طريق خفض الحجم خارج الخلوي وزيادة قدرة الدم على حمل الأكسجين. يتضمن قصور القلب بشكل مميز زيادة فعالية الكاتيكولامين على القلب، والتي تكون مسؤولة عن عدد من الآثار الضارة للصحة، بما في ذلك زيادة الطلب على الأكسجين، وانتشار الوسائط الالتهابية، وإعادة التشكل غير الطبيعية لأنسجة القلب، وجميعها تقلل من فعالية تقلص عضلة القلب وتساهم في انخفاض الكسر القذفي. تقاوم حاصرات بيتا هذا النشاط الودي المرتفع بصورة غير ملائمة، ما يؤدي في النهاية إلى تحسين الكسر القذفي، على الرغم من الانخفاض الأولي فيه.
أظهرت التجارب أن حاصرات بيتا تقلل من خطر الوفاة المطلق بنسبة 4.5% على مدى 13 شهرًا. بالإضافة إلى ذلك، خفضت حاصرات بيتا أيضًا عدد زيارات المشافي والاستشفاء ضمن التجارب.
يجب أن يبدأ الإعطاء العلاجي لحاصرات بيتا في قصور القلب الاحتقاني بجرعات منخفضة جدًا (1/8 من الهدف) مع رفع تدريجي للجرعة. يجب أن يتكيف قلب المريض مع خفض تنبيه الكاتيكولامينات وإيجاد توازن جديد عند فعالية أدرينالية أقل.

### القلق
لم توافق إدارة الغذاء والدواء الأمريكية رسميًا على استخدام حاصرات بيتا مضاداتٍ للقلق. ومع ذلك، تشير العديد من التجارب الخاضعة للرقابة في الأعوام الخمسة والعشرين الماضية إلى أن حاصرات بيتا فعالة في اضطرابات القلق، مع أن آلية العمل غير معروفة. فهي تقلل من الأعراض الفيزيولوجية لاستجابة الكر أو الفر (تسرع ضربات القلب، واليدان الباردتان/الرطبتان، والتنفس المتسارع، والتعرق، وما إلى ذلك) بشكل كبير، ما يمكّن الأفراد القلقين من التركيز على المهمة الموجودة بين أيديهم.
من المعروف أن الموسيقيين، والمتحدثين العامين، والممثلين، والراقصين المحترفين يستخدمون حاصرات بيتا لتجنب رهبة الأداء ورهاب المسرح والرجفة خلال تجارب الأداء والعروض العامة. اعتُرف بتطبيقها من أجل رهاب المسرح لأول مرة في مجلة ذا لانسيت في عام 1976، وبحلول عام 1987، كشف مسحٌ أجراه المؤتمر الدولي لموسيقيي الأوركسترا السيمفونية، الذي يمثل أكبر 51 فرقة أوركسترا في الولايات المتحدة، أن 27% من موسيقييها قد استخدموا حاصرات بيتا وحصل 70% منهم عليها من الأصدقاء لا الأطباء. حاصرات بيتا رخيصة الثمن، ويقال إنها آمنة نسبيًا، ومن ناحية، يبدو أنها تحسن أداء الموسيقيين على المستوى التقني، في حين يقول البعض إن العروض تبدو «زائفة وبلا روح»، ومن بينهم باري غرين مؤلف كتاب «لعبة الموسيقى الداخلية»، ودون غرين وهو مدرب غوص أولمبي سابق يعلم طلاب مدرسة جوليارد التغلب على رهاب المسرح بشكل طبيعي. 

### جراحة القلب
يقلل استخدام حاصرات بيتا حول فترة إجراء جراحة القلب من خطر الإصابة باضطراب النظم القلبي، إلا أن البدء بها حول فترة إجراء أنواع أخرى من الجراحات قد يؤدي إلى تفاقم النتائج.

## الآثار الضارة
تتضمن التفاعلات الدوائية الضارة المرتبطة باستخدام حاصرات بيتا: الغثيان، والإسهال، وتشنج القصبات، وضيق التنفس، وبرودة الأطراف، وتفاقم ظاهرة رينو، وبطء القلب، وانخفاض ضغط الدم، وقصور القلب، وإحصار القلب، والإرهاق، والدوخة، والثعلبة (تساقط الشعر)، والرؤية غير الطبيعية، والهلوسة، والأرق، والكوابيس، والعجز الجنسي، والعنانة، و/أو تغيير استقلاب الغلوكوز والدهون. من الشائع ارتباط العلاج المختلط بمناهضات مستقبلات ألفا1/بيتا أيضًا مع هبوط الضغط الانتصابي. يرتبط العلاج بالكارفيديلول عادةً بحدوث الوذمة (الاستسقاء). بسبب قدرتها الكبيرة على اختراق الحاجز الدموي الدماغي، فإن حاصرات بيتا المحبة للدهون، مثل البروبرانولول والميتوبرولول، أكثر احتمالية للتسبب باضطرابات النوم، مثل الأرق وأحلام اليقظة والكوابيس، مقارنة بحاصرات بيتا الأخرى الأقل حبًا للدهون.
إن التأثيرات الضارة المرتبطة بالنشاط المناهض لمستقبلات بيتا2 الأدرينالية (التشنج القصبي، وتضيق الأوعية المحيطية، وتغيير استقلاب الغلوكوز والدهون) أقل شيوعًا عند استخدام عوامل انتقائية لمستقبل بيتا1 (تُسمى غالبًا «ذات انتقائية قلبية»)، ولكن انتقائية المستقبل تقل عند الجرعات الأعلى. يمنع حصر مستقبلات بيتا، وخاصةً مستقبلات بيتا1 في البقعة الكثيفة، إطلاقَ الرينين، وبالتالي يقلل من إطلاق الألدوستيرون. يسبب هذا نقصَ صوديوم الدم وفرط بوتاسيوم الدم.
قد يحدث نقص السكر في الدم عند حصر مستقبلات بيتا لأن مستقبلات بيتا2 تحفز عادةً تفكك الغلايكوجين (تحلل الغلايكوجين) في الكبد وإفراز البنكرياس لهرمون الغلوكاغون، ما يؤدي إلى زيادة مستوى الغلوكوز في الدم. بناء على ذلك، يخفض حجب مستقبلات بيتا2 الأدرينالية مستوى الغلوكوز في الدم. تتمتع حاصرات بيتا1 بآثار جانبية استقلابية أقل بالنسبة إلى مرضى السكري. ولكنها قد تخفي تسرع القلب الذي يفيد كعلامة تحذيرية لانخفاض سكر الدم المحرض بالإنسولين، ما يؤدي إلى عدم العلم بانخفاض الغلوكوز في الدم. وهذا ما يُسمى عدم العلم بانخفاض الغلوكوز في الدم المحرض بحاصرات بيتا. لذلك، يجب استخدام حاصرات بيتا بحذر عند مرضى السكري.
كشفت دراسة أُجريت في عام 2007 أن مدرات البول وحاصرات بيتا المستخدمة لارتفاع ضغط الدم تزيد من خطر الإصابة بالداء السكري، في حين أن مثبطات الإنزيم المحول للأنجيوتنسين ومضادات مستقبلات الأنجيوتنسين II (حاصرات مستقبلات الأنجيوتنسين) تقلل فعليًا من خطر الإصابة بالداء السكري. تدعو المبادئ التوجيهية السريرية في بريطانيا العظمى، ولكن ليس في الولايات المتحدة، إلى تجنب وصف مدرات البول وحاصرات بيتا خطًا أولًا في علاج ارتفاع ضغط الدم بسبب خطر الإصابة بمرض السكري.
يجب عدم استخدام حاصرات بيتا في علاج الجرعة زائدة من الناهضات الانتقائية لمستقبلات ألفا الأدرينالية. يؤدي حصر مستقبلات بيتا فقط إلى زيادة ضغط الدم، ويحد من تدفق الدم التاجي، وعمل البطين الأيسر، والنتاج القلبي، وتروية الأنسجة بسبب ترك نظام ألفا الأدرينالي متحفزًا دون منافسة. قد تكون حاصرات بيتا ذات الخصائص المحبة للدهون والمخترقة للجهاز العصبي المركزي مثل الميتوبرولول واللابيتالول مفيدة في علاج سمية الجهاز العصبي المركزي والسمية القلبية الوعائية الناتجة عن الجرعة الزائدة من الميثامفيتامين. إن اللابيتالول (حاصر مختلط لمستقبلات ألفا وبيتا) مفيد بصورة خاصة لعلاج تسرع القلب وارتفاع ضغط الدم المترافقين الناتجين عن الميثامفيتامين. لم يُسجل حدوث ظاهرة «تحفيز مستقبلات ألفا دون منافسة» عند استخدام حاصرات بيتا لعلاج سمية الميثامفيتامين. خافضات ضغط الدم الأخرى المناسبة للإعطاء خلال نوبة فرط ضغط الدم الناتجة عن جرعة زائدة من المنشطات هي موسعات الأوعية مثل النتروغليسرين، ومدرات البول مثل الفوروسيميد، وحاصرات مستقبلات ألفا مثل الفنتولامين.

### الموانع
يُمنع استخدام حاصرات بيتا مع المرضى الذين يعانون من الربو كما جاء في كتيب الوصفات الوطني البريطاني عام 2011. كما ينبغي تجنبها في المرضى الذين لديهم تاريخ من تعاطي الكوكايين أو في عدم انتظام دقات القلب التي يسببها الكوكايين.
لا ينبغي أن تستخدم حاصرات بيتا كخطوة اولى لعلاج في الوضع الحاد لمتلازمة الشريان التاجي الحادة الناجم عن الكوكايين [CIACS]. ولم يتم تحديد أي دراسات حديثة تظهر فائدة حاصرات بيتا في الحد من التشنج التاجي، أو مقاومة الأوعية الدموية التاجية، في المرضى الذين يعانون من CIACS. في عدة دراسات على حالات حددت، أن استخدام حاصرات بيتا في CIACS يؤدي إلى نتائج ضارة، ووقف حاصرات بيتا المستخدمة في الوضع الحاد أدى إلى تحسن في المسار السريري. الإرشادات من قبل الكلية الأمريكية لأمراض القلب / جمعية القلب الأمريكية أيضا تدعم هذه الفكرة، وتوصي بعدم استخدام حاصرات بيتا في احتشاء عضلة القلب [MI ] الناتجة عن ارتفاع جزءST بسبب الكوكايين بسبب خطرالاصابة بالتشنج التاجي. رغم ذلك، بشكل عام، حاصرات بيتا تحسن وفيات المرضى الذين عانوا من مرض احتشاء العضلة القلبية MI، إنه من غير الواضح ما إذا كان المرضى الذين يعانون من CIACS سيستفيدون من تخفيض الوفيات هذا لأنه لا يوجد دراسات تقيم استخدام حاصرات بيتا على المدى الطويل، وذلك لأن متعاطي الكوكايين قد يكونوا عرضة للاستمرار في تعاطيها للمادة، مما يعقد تأثير العلاج الدوائي.

### السمية
الجلوكاجون، الذي يستخدم في علاج الجرعة الزائدة، يزيد من قوة انقباضات القلب، ويزيد كمية الأدينوسين أحادي الفوسفات الحلقي cAMP داخل الخلايا ، ويقلل من مقاومة الأوعية الدموية الكلوية. ولذلك، يعد مفيدا في المرضى الذين يعانون من حاصرات بيتا عضلة القلب. منظم سرعة القلب عادة ما يكون مخصص للمرضى الذين لا يستجيبون للعلاج الدوائي.
يمكن علاج المرضى الذين يعانون من التشنج القصبي الناتج عن حجب مستقبلات بيتا 2 على حاصرات بيتا غير الانتقائية من خلال الأدوية المضادة للكولين ، مثل إبراتروبيوم، والتي هي أكثر أمانا من محفزات بيتا في المرضى الذين يعانون من أمراض القلب والأوعية الدموية. الترياق الأخرى لتسمم حاصرات بيتا هي سالبوتامول وإيزوبرينالين.

## مضادات مستقبلات بيتا
تحفيز مستقبلات بيتا 1 التي بوساطه الادرينالين يؤدي إلى ميقاتيه ايجابيه ومؤثر في التقلص العضلي على القلب ويزيد سرعة التوصيل التلقائية على القلب.
تحفيز مستقبلات بيتا 1 على الكلى يسبب تحرر الرنين. تحفيز مستقبلات بيتا 2 يدفع استرخاء العضلات الملساء، يدفع الرعاش في عضلات الهيكل العظمي، ويزيد تحلل الغليكوجين في الكبد وعضلات الهيكل العظمي. تحفيز مستقبلات بيتا 3 تؤدي إلى تحلل الدهون.
حاصرات بيتا تمنع هذه الادرينالين والنورادرينالين تأثيراتها بوساطة اجراءات النظام الودي ، ولكن لها تأثير ضئيل على وضع الراحة. وذلك، بأنها تقلل من الإثارة / مجهود بدني على معدل ضربات القلب وقوة الانقباض، وأيضا الرعاش وتكسر الجليكوجين، ولكن زيادة تمدد الأوعية الدموية وانقباض الشعب الهوائية.
لذلك، من المتوقع أن يكون لحاصرات بيتا غير الانتقائيه تأثير على خفض ضغط الدم. آلية خافضات الضغط الأولية من حاصرات بيتا غير واضحة، ولكنها قد تنطوي على انخفاض النتاج القلبي [بسبب السلبية على ميقاتية والآثار التقلصية للقلب]. قد يكون أيضا بسبب انخفاض تحرر الرنين من الكليتين، وتأثير على الجهاز العصبي المركزي للحد من نشاط النظام الودي [بالنسبة لحاصرات بيتا التي تعبر حاجز الدم في الدماغ، مثل بروبرانولول].
الآثار المضادة للذبحة الصدرية ناتجة عن ميقاتية وتقلصية القلب السلبية، التي تقلل من الحمل القلبي والطلب على الاكسجين. خصائص ميقاتية السلبية لحاصرات بيتا تسمح لخاصية إنقاذ الحياة من التحكم في معدل ضربات القلب. حاصرات بيتا تعاير بسهولة للتحكم بمعدل الضربات الامثل في جميع الحالات المرضية.
تنشأ آثار المضادات لاضطراب النظم من حاصرات بيتا من حجب الجهاز العصبي الودي فينتج تثبيط في وظيفة العقدة الجيبية و عقدة التوصيل الاذينية البطينية، ويطيل الفترات الحراريه الاذينية. السوتالول، على وجه الخصوص، له خصائص مضادة لاضطراب النظم إضافية ويطيل جهد الفعل عن طريق حجب قنوات البوتاسيوم.
الحصار المفروض على الجهاز العصبي الودي في تحرير الرنين يؤدي إلى تقليل إنتاج الألدوستيرون عبر نظام رينين أنجيوتنسين-الالدوستيرون، مع الانخفاض الناتج في ضغط الدم بسبب انخفاض الصوديوم واحتباس الماء.

## النشاط المحاكي للودي الذاتي
يشار اليه أيضا كمشابه ذاتي للودي، ويستخدم هذا المصطلح لا سيما مع حاصرات بيتا التي يمكن أن تظهر كل النهوض و العداء (مضادة لعا) في مستقبلات بيتا معينة، اعتمادا على تركيز المادة [حاصرات بيتا] وتركيز ماده العداء [ المضاد ] [عادة ما يكون مركب داخلي المنشأ، مثل النورادرينالين]. شاهد النهوض الجزئي للحصول على وصف أعم.
بعض حاصرات بيتا [على سبيل المثال أوكسبرينولول، بيندولول، بينبوتولول، وأسيبوتولول] يحمل النشاط الودي الذاتي [ISA]. هذه العوامل قادرة على ممارسة النشاط الناهض على مستوى منخفض في مستقبلات β الأدرينالية في حين تعمل في نفس الوقت بمثابة مضاد على المستقبلات. هذه العوامل، لذلك، قد يكون من المفيد في الأفراد الذين يبدون بطء ضربات القلب المفرط مع الاستمرار بأخذ حاصرات بيتا كعلاج.
المواد التي فيها ISA لا تستخدم بعد احتشاء عضلة القلب، كما لم يظهر كونها مفيدة. قد تكون أقل فعالية من حاصرات بيتا الأخرى في علاج الذبحة الصدرية واضطراب النظم التسرعي أيضا.

## مضادات مستقبلات الفا 1
بعض حاصرات بيتا [على سبيل المثال، لبيتالول وكارفيديلول] يحمل خليط من مضادات مستقبلات بيتا و الفا 1 الأدرينالية، والذي يوفر زيادة في توسعه الاوعية الدموية والشرايين.

## تأثيرات أخرى
حاصرات بيتا تقلل من تحرر الميلاتونين الليلي، وهو ما يمثل ربما المسبب لاضطرابات النوم التي تسببها بعض المواد. وأنها يمكن أن تستخدم أيضا لعلاج الزرق لأنها تقلل ضغط العين عن طريق خفض إفراز الخلط المائي.

## أمثله

### المواد غير الانتقائيه
•	بروبرانولول
•	بوسيندولول
•	كارتيلول
•	كارفيديلول [لديها نشاط حجب α إضافي]
•	لابيتالول [لها نشاط حجب α إضافي]
•	نادولول
•	أوكسبرينولول [لديها نشاط الودي الذاتية]
•	بينبوتولول [لديها نشاط الودي الذاتية]
•	بيندولول [لديها نشاط الودي الذاتية]
•	السوتالول
•	التيمولول
•	اللحاء يوكوميا [عشب] 

### العوامل الانتقائيه ل بيتا 1
أيضا تعرف بالانتقائية القلبية:
•	أسيبوتولول [لديها نشاط الودي الذاتية]
•	أتينولول
•	بيتاكسولول
•	بيسوبرولول
•	سيليبرولول
•	إسمولول
•	الميتوبرولول
•	نيبيفولول [يزيد أيضا إطلاق سراح اكسيد النيتريك الذي يعمل كموسع للأوعية]

### المواد انتقائية بيتا 2
بوتوكسامين [ناهض α الأدرينالية لكنه ضعيف]: لا تطبيقات سريرية مشهورة، ولكنها تستخدم في التجارب
ICI-118551: مضاد انتقائي للغايه لمستقبلات بيتا 2 غير معروف التطبيقات السريرية، ولكنها تستخدم في التجارب نظرا لخصوصيته القويه للمستقبلات.

### المواد انتقائيه بيتا 3
أس آر 59230 أي [لديه نشاط حجب الفا اضافي]: تستخدم في التجارب

## معلومات للمقارنة

### الاختلافات الدوائية
•	مواد مع نشاط الودي الذاتية [ISA]
أسيبوتولول، كارتيلول، سيليبرولول ،ميبيندولول، أوكسبرينولول، بيندولول
•	مواد ذات الذوبان المائي العالي [حاصرات بيتا المحبة للماء]
أتينولول، سيليبرولول، نادولول، السوتالول
•	مواد مع تاثير استقرار الغشاء
أسيبوتولول، بروبرانولول

### الاختلافات بناء على الغرض المستخدم
•	مواد تستخدم على وجه التحديد لعدم انتظام ضربات القلب
اسمولول، السوتالول، لانديلول
•	مواد تستخدم على وجه التحديد لقصور القلب الاحتقاني
كارفيديلول، الإطلاق المستديم للميتوبرولول، بيسوبرولول،
•	مواد تستخدم خصيصا للزرق
بيتاكسولول، كارتيلول، ليفوبيونولول، ميتيبرانول، تيمولول
•	مواد تستخدم خصيصا لاحتشاء عضلة القلب
أتينولول، الميتوبرولول، بروبرانولول
•	مواد تستخدم على وجه التحديد للوقاية من الصداع النصفي
تيمولول، بروبرانولول
بروبرانولول هو المادة الوحيدة التي تستخدم للسيطرة على الرعاش وارتفاع ضغط الدم البابي، ونزيف الدوالي المريئي، واستخدامها جنبا إلى جنب مع مضادات الفا في علاج ورم القواتم.
File:Dichloroisoprenaline.svg أيزوبرينالين ثنائي الكلور، أول مضاد لمستقبلات بيتا

## أمثلة على حاصرات بيتا

### الأدوية التي فعاليتها غير متخصصة بالقلب فقط (Non-cardioselective)
- ألبرينولول
- بوسيندولول
- كارتيولول
- كارفيديلول (يؤثر على حاصرات ألفا كذلك)
- لابيتالول (يؤثر على حاصرات ألفا كذلك)
- نادولول
- بينبيوتولول
- بيندولول
- بروبرانولول
- سوتالول
- تيمولول
- يوكوميا (نباتي الأصل)

### الأدوية التي فعاليتها متخصصة بالقلب (Cardioselective)
- أيسبيوتولول
- أتينولول
- بيتاكزولول
- بيزوبرولول
- سيليبرولول
- إزمولول
- ميتوبرولول
- نيبيفولول